# Mirador de la Cruz de Linares
Der Mirador de la Cruz de Linares ist eine Aussichtspunkt in der Provinz Asturien und liegt auf einer Höhe von 845 Metern Seehöhe. In südwestlicher Richtung bietet er einen Ausblick auf die Sierra del Aramo.

## Lage & Zufahrt
Der Mirador de la Cruz de Linares befindet sich auf einer Anhöhe im Norden von Proaza, das rund 20 Kilometer südwestlich von Oviedo liegt. Die Zufahrt ist über eine schmale Straße möglich, die ihre höchste Erhebung bei dem Aussichtspunkt aufweist.
Im Norden zweigt die Straße in der kleinen Ortschaft San Andrés von der AS-228 ab und führt mit einer durchschnittlichen Steigung von 8,2 % auf einer Länge von 8,7 Kilometer zum Aussichtspunkt. Auf den ersten fünf Kilometern führt die Straße bei Steigungsprozenten von rund 10 % nach Castañedo del Monte, ehe die es über mehrere Flachstücke und steile Rampen über Linares zum Mirador de la Cruz de Linares geht.
Im Süden beginnt die Auffahrt kurz nach dem Verlassen von Proaza. Sie weist auf einer Länge von 7,1 Kilometern eine durchschnittliche Steigung von 8,9 % auf. Die ersten vier Kilometer steigen im Schnitt mit mehr als 10 % an, ehe die Straße im oberen Teil ab Sograndio in Stufen bergauf führt.

## Radsport
Im Jahr 2023 ging die 18. Etappe der Vuelta a España auf dem Mirador de la Cruz de Linares zu Ende. Die Organisation nutzte die Nordauffahrt von San Andrés, die im Finale der Etappe zwei Mal befahren werden musste. Der Anstieg galt als Bergwertung der 1. Kategorie, wobei bei der ersten Zielpassage Zeitbonifikationen für das Gesamtklassement vergeben wurden. Den Etappensieg, sowie beide Bergwertungen sicherte sich der Belgier Remco Evenepoel, der ein rund 30 Kilometer langes Solo fuhr, nachdem er sich von der Ausreißergruppe abgesetzt hatte. Im Hauptfeld stellten sich Jonas Vingegaard und Primož Roglič erstmals in die Dienste des US-Amerikaners Sepp Kuss, der das Jumbo-Visma-Trio, das in der Gesamtwertung auf den ersten drei Plätzen lag, anführte.
| Jahr | Etappe     | Bergwertung  | Fahrer          | Auffahrt |
| ---- | ---------- | ------------ | --------------- | -------- |
| 2023 | 18. Etappe | 1. Kategorie | Remco Evenepoel | Nord     |
| 2023 | 18. Etappe | 1. Kategorie | Remco Evenepoel | Nord     |